# Llista de videoclips més cars de la història
Aquesta llista dels videoclips més cars mai filmats inclou tots aquells videoclips que han tingut un cost de 500.000 dòlars o més.
Com a curiositats, es poden esmentar les següents:
- El primer vídeo a superar aquesta quantitat va ser «Ashes to Ashes» de David Bowie.
- Janet Jackson és l'artista amb més aparicions a la llista, amb un total de sis, mentre el seu germà Michael, Britney Spears i Ayumi Hamasaki la segueixen amb cinc cops cadascun.
- Madonna és l'artista amb més vídeos cars entre els primers cinc llocs.
- I finalment Michael Jackson i Madonna són els únics músics que han repetit amb la possessió del rècord del vídeo més car mai filmat fins aquell moment, amb tres i dues ocasions, respectivament.

Segons diverses fonts, el vídeo «Scream» de Janet i Michael Jackson és el més car mai filmat. No obstant això, el mateix director Mark Romanek va declarar que hi ha altres dos vídeos de l'època amb un cost més elevat.

## Videos musicals més cars
|  | Indica un vídeo que va ser el més car en el moment de la seva producció |

| Artista(s)                                           | Vídeo                            | Director                            | Data | Cost (dòlar EUA) |
| ---------------------------------------------------- | -------------------------------- | ----------------------------------- | ---- | ---------------- |
| Michael i Janet Jackson                              | «Scream»                         | Mark Romanek                        | 1995 | $7 000 000       |
| Madonna                                              | «Die Another Day»                | Traktor                             | 2002 | $6 100 000       |
| Madonna                                              | «Express Yourself»               | David Fincher                       | 1989 | $5 000 000       |
| Madonna                                              | «Bedtime Story»                  | Mark Romanek                        | 1995 | $5 000 000       |
| Michael Jackson                                      | «Black or White»                 | John Landis                         | 1991 | $4 000 000       |
| Guns N' Roses                                        | «Estranged»                      | Andy Morahan                        | 1993 | $4 000 000       |
| Gwen Stefani                                         | «Make Me Like You»               | Sophie Muller                       | 2016 | $4 000 000       |
| Puff Daddy (amb The Notorious B.I.G. i Busta Rhymes) | «Victory»                        | Marcus Nispel                       | 1998 | $2 700 000       |
| MC Hammer                                            | «2 Legit 2 Quit»                 | Rupert Wainwright                   | 1991 | $2 500 000       |
| Mariah Carey (amb Jay-Z)                             | «Heartbreaker»                   | Brett Ratner                        | 1999 | $2 500 000       |
| Janet Jackson                                        | «Doesn't Really Matter»          | Joseph Kahn                         | 2000 | $2 500 000       |
| Busta Rhymes i Janet Jackson                         | «What's It Gonna Be?!»           | Hype Williams & Busta Rhymes        | 1999 | $2 400 000       |
| Celine Dion                                          | «It's All Coming Back to Me Now» | Nigel Dick                          | 1996 | $2 300 000       |
| Michael Jackson                                      | «Bad»                            | Martin Scorsese                     | 1981 | $2 200 000       |
| Backstreet Boys                                      | «Larger Than Life»               | Joseph Kahn                         | 1999 | $2 100 000       |
| Michael Jackson                                      | «Remember the Time»              | John Singleton                      | 1992 | $2 000 000       |
| Missy Elliott                                        | «She's a Bitch»                  | Hype Williams                       | 1999 | $2 000 000       |
| George Michael                                       | «Freeek!»                        | Joseph Kahn                         | 2002 | $2 000 000       |
| Ayumi Hamasaki                                       | «My Name's Women»                | Wataru Takeishi                     | 2005 | $2 000 000       |
| Ayumi Hamasaki                                       | «Fairyland»                      | Wataru Takeishi                     | 2005 | $2 000 000       |
| Ayumi Hamasaki                                       | «Green»                          | Kazuyoshi Shimomura                 | 2008 | $1 600 000       |
| TLC                                                  | «Unpretty»                       | Paul Hunter                         | 1999 | $1 600 000       |
| Guns N' Roses                                        | «November Rain»                  | Andy Morahan                        | 1992 | $1 500 000       |
| Blackstreet i Janet Jackson (amb Eve i Ja Rule)      | «Girlfriend/Boyfriend»           | Joseph Kahn                         | 1993 | $1 500 000       |
| Madonna (amb Nicki Minaj i M.I.A.)                   | «Give Me All Your Luvin'»        | Megaforce                           | 2012 | $1 500 000       |
| MC Hammer                                            | «Here Comes the Hammer»          | MC Hammer                           | 1991 | $1 300 000       |
| The Fugees                                           | «Ready or Not»                   | Marcus Nispel                       | 1996 | $1 300 000       |
| Kanye West                                           | «Stronger»                       | Hype Williams                       | 2007 | $1 200 000       |
| deadmau5 i Gerard Way                                | «Professional griefers»          | Jeff Shimane Ranasinghe i Paul Boyd | 2012 | $1 000 000+      |
| Duran Duran                                          | «The Wild Boys»                  | Russell Mulcahy                     | 1984 | $1 000 000+      |
| Michael Jackson                                      | «Thriller»                       | John Landis                         | 1983 | $1 000 000       |
| Janet Jackson (amb Nelly)                            | «Call on Me»                     | Hype Williams                       | 2006 | $1 000 000       |
| The Sisters of Mercy                                 | «Dominion/Mother Russia»         | Andrew Eldritch                     | 1988 | $1 000 000       |
| The Rolling Stones                                   | «Love Is Strong»                 | David Fincher                       | 1994 | $1 000 000       |
| TLC                                                  | «Waterfalls»                     | F. Gary Gray                        | 1995 | $1 000 000       |
| Sisqó (amb Foxy Brown)                               | «Thong Song» (remix)             | Little X                            | 2000 | $1 000 000       |
| Paulina Rubio                                        | «Don't Say Goodbye»              | Brothers Strause                    | 2002 | $1 000 000       |